# Ālmānābād
Ālmānābād (persiska: آلمان آباد) är en ort i Iran.   Den ligger i provinsen Västazarbaijan, i den nordvästra delen av landet, 600 km väster om huvudstaden Teheran. Ālmānābād ligger 1 306 meter över havet och antalet invånare är 497.
Terrängen runt Ālmānābād är varierad, och sluttar österut.Runt Ālmānābād är det ganska tätbefolkat, med 185 invånare per kvadratkilometer. Närmaste större samhälle är Urmia, 6,1 km väster om Ālmānābād. Trakten runt Ālmānābād består till största delen av jordbruksmark.